# Olios audax
Olios audax là một loài nhện trong họ Sparassidae.
Loài này thuộc chi Olios. Olios audax được Richard C. Banks miêu tả năm 1909.